# Robert Schimrigk
Robert Schimrigk (* 5. Februar 1904 in Wickenrode; † 5. September 1976 in Dortmund) war ein deutscher Nervenarzt und ärztlicher Standespolitiker.

## Leben und Wirken
Robert Schimrigk studierte an den Universitäten Marburg und Münster Medizin. Er war seit 1924 Mitglied der Burschenschaft Alemannia Marburg. Er wurde 1931 approbiert und 1933 in Münster zum Dr. med. promoviert. Nach der Weiterbildung zum Nervenarzt war er ab 1938 in eigener Praxis in Dortmund tätig. Schimrigk war Vorsitzender der Vereinigung alter Burschenschafter Dortmund.
1967/1968 war er Präsident der Deutschen Gesellschaft für Psychiatrie und Neurologie (DGPN).
Schimrigk war von 1955 bis 1973 Präsident der Ärztekammer Westfalen-Lippe und Mitglied des Vorstandes sowie des Präsidiums der Bundesärztekammer. 1969 war er auf dem Deutschen Ärztetag Berichterstatter zur Neufassung der Berufsordnung für die deutschen Ärzte.

## Ehrungen
- 1964: Ehrenzeichen des Deutschen Roten Kreuzes[3]
- 1969: Großes Verdienstkreuz des Verdienstordens der Bundesrepublik Deutschland[3]
- 1973: Paracelsus-Medaille der Deutschen Ärzteschaft[3]
- Nach Robert Schimrigk ist in Dortmund eine Straße benannt.